# Elizabeth Stuart Phelps Ward
Elizabeth Stuart Phelps nom d'auteure sous lequel s'est fait connaitre Elizabeth Stuart Phelps Ward, née le 31 août 1844 à Boston dans l'État du Massachusetts et morte le 28 janvier 1911 à Newton également dans l'État du Massachusetts, est une romancière, nouvelliste, poète, mémorialiste, essayiste, dramaturge, réformatrice sociale, pacifiste et féministe américaine.
Elizabeth Stuart Phelps a écrit 150 nouvelles, une vingtaine de romans aussi bien pour la jeunesse que pour les adultes, des recueils de poèmes, des pièces de théâtre, une autobiographie, des biographies, celle de son père et celle de Jésus Christ  puis divers essais sur des sujets variés. 
Elle fut une auteure populaire de son époque, après un temps d'oubli, elle est redécouverte pour ses écrits féministes prônant l'émancipation des femmes vis-à-vis  du patriarcat, et leur propre autodétermination notamment par ses critiques de l'orthodoxie calviniste. 
Elizabeth Stuart Phelps est, dès son premier roman The Gates Ajar, aussi bien reconnue par le public que par les grandes figures littéraires de son l'époque John Greenleaf Whittier ou Thomas Wentworth Higginson qui l'ont mise sur le même pied que Louise May Alcott  ou Harriet Beecher Stowe.

## Biographie

### Jeunesse et Formation

#### Une famille religieuse

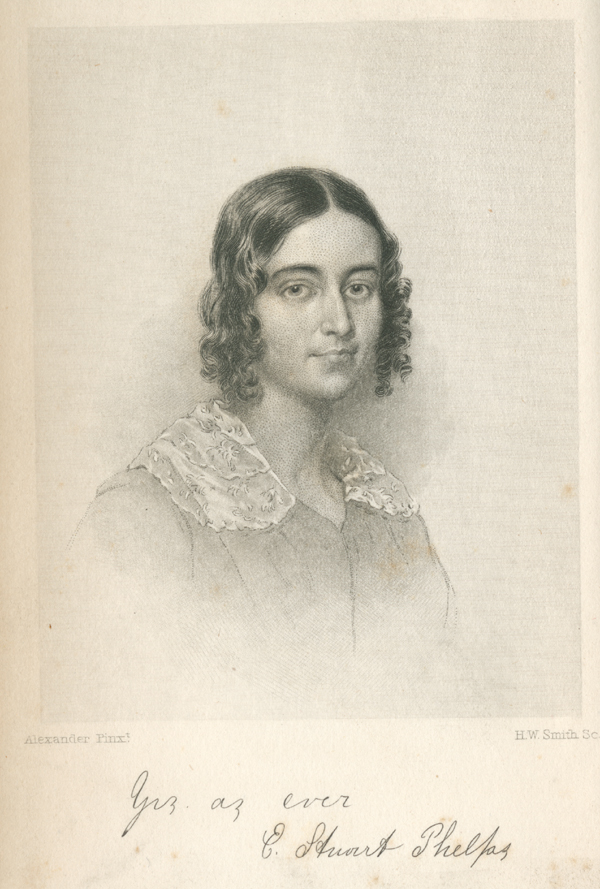
Elizabeth Wooster Stuart Phelps.

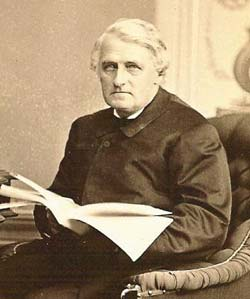
Austin Phelps.

Elizabeth Stuart Phelps, baptisée Mary Gray Phelps, est l'enfant aînée des trois enfants et la fille unique du révérend Austin Phelps (en)pasteur d'une église congrégationaliste de Boston et de l'écrivaine d'inspiration religieuse Elizabeth Wooster Stuart Phelps (en),. Austin Phelps descend d'une famille originaire de l’Angleterre qui s'est implantée dans la Nouvelle Angleterre en 1630. Elizabeth Wooster Stuart Phelps est la fille du pasteur et théologien congrégationaliste Moses Stuart (en), un théologien réputé. En 1848, la famille Phelps emménage à Andover, dans l'État du Massachusetts, avec son épouse et sa fille où Austin Phelps entre à l'Andover Theological Seminary, institution congrégationaliste, où il tient la chaire de rhétorique sacrée, poste qu'il tiendra durant 30 ans. Après leur arrivée à Andover, le couple donne naissance à deux fils : Moses Stuart né en 1849, et Amos Lawrence, né en 1852. La résidence d'Andover, restera la maison de famille, lieu où viendra régulièrement se ressourcer Elizabeth Stuart Phelps,,,,.

#### Un entourage religieux et valorisant
Elizabeth Stuart Phelps grandit dans une atmosphère religieuse, ses parents l'élèvent dans la transmission de la piété, l'amour du travail, et le gout de la littérature. Elle est également marquée par son grand-père paternel Eliakim Phelps, un prédicateur revivaliste, qui s'est fait remarquer, entre autres, pour ses actions au sein du « chemin de fer clandestin » pour aider les esclaves afro-américains fugitifs à rejoindre les États du nord non esclavagistes ou le Canada et pour sa curiosité vis-à-vis de phénomènes paranormaux dont il aurait été témoin. Abigail Clark Stuart, sa grand-mère maternelle lui a transmis l'amour des autres et la dévotion,.
Sa mère la soutient dans sa passion de l'écriture qui se révèle dès son enfance, elle lui dit « Il est tous aussi naturel pour toi d'écrire que de respirer ». Elle est également impressionnée la capacité de sa mère à équilibrer son rôle public en tant que romancière à succès avec son rôle d'épouse et de mère, lui montrant qu'il est possible pour une femme de ne pas être restreinte à ses seules responsabilités domestiques, qu'elle peut mener une vie d'écrivaine en dehors. Mais Elizabeth Wooster Stuart Phelps est victime d'un accident vasculaire cérébral qui la diminue, elle décède des suites en 1852, peu de temps après avoir accouché de son troisième enfant Amos Lawrence,,,.

#### Un changement de prénoms
En 1852, après la mort de sa mère et de son jeune frère Moses Stuart, Mary Gray Phelps est dans un état d'affliction qu'elle ne dépassera jamais, expérience qui lui donne une conscience précoce de la nécessité se prémunir des dangers, même quand tout semble aller pour le mieux. Toute sa vie elle montrera un visage empreint de mélancolie. En mémoire de sa mère disparue, elle change ses prénoms en Elizabeth Stuart Phelps,,,.
Son père se remarie en 1854 avec la tante maternelle d'Elizabeth Stuart Phelps, mais atteinte par la tuberculose, elle meurt 18 mois, plus tard. En 1858, il se marie avec Marie Ann Johnson qui lui donne deux fils. Ces deux décès ne sont pas exceptionnels en cette période, mais ils viennent amplifier chez Elizabeth Stuart Phelps, les deuils liés à mort de sa mère et de son frère cadet, amplification qui va donner une tonalité lugubre à son destin,.

#### La scolarité et une personnalité qui s'affirme

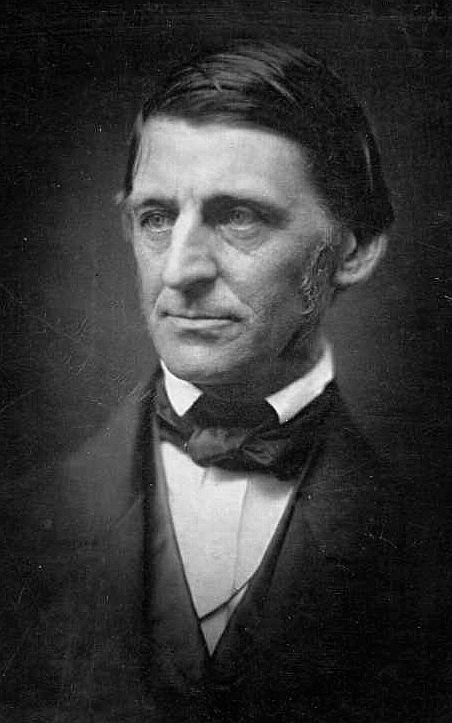
Ralph Waldo Emerson.

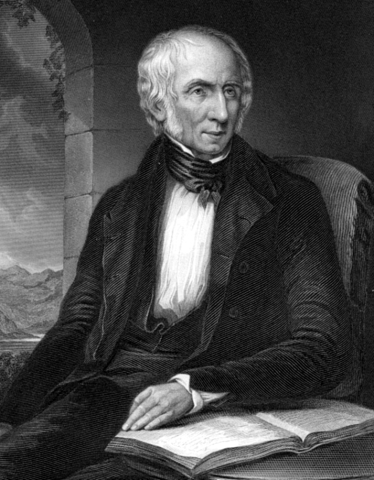
William Wordsworth.

Elizabeth Stuart Phelps a fait ses études secondaires au séminaire féminin, l'Abbot Academy (en) d'Andover, puis à la Mrs. Edwards's School for Young Ladies fondée par Bela Bates Edwards (en). Elle a pu ainsi recevoir un enseignement de la même qualité que celui dispensé dans les établissements pour jeunes hommes, à l'exception de la trigonométrie et du grec. Elle suit également des cours de théologie auprès d'un collègue de son père, Edwards Amasa Park (en). La rigueur austère du Calvinisme, qui prône la prédestination, l'infaillibilité de la Bible, l'Enfer promis aux personnes qui ne sont élues et la soumission de la femme au patriarcat. Calvinisme adouci par son père, qui s'il était ferme en tant qu'enseignant montrait une grande tendresse sa fille. C'est ainsi qu'Elizabeth Stuart Phelps grandit dans l'amour de Dieu, des études et de l'indifférence envers les mondanités,,.
Elle se perçoit comme un garçon manqué qui aime à être une fille qui s'épanouit dans la nature.
Par ailleurs, Elizabeth Stuart Phelps refuse les opinions reçues, elle affirme ses convictions même si celles-ci vont à l'encontre de celles exprimées par son entourage. Quand Ralph Waldo Emerson est de visite, elle se présente à lui comme « trop (too much) moderne » pour partager à ses camarades d'école son amour de Geoffrey Chaucer comme « le père de la poésie anglaise », remarque qui choque Emerson qui la réprimande, ce qui ne la désarme pas et continue à soutenir sa conviction. Grande lectrice de poésies, elle apprécie plus particulièrement la poète britannique Elizabeth Barrett Brownings, et les poètes Thomas de Quincey et William Wordsworth,.

### Carrière

#### Tragédies, premiers écrits et succès

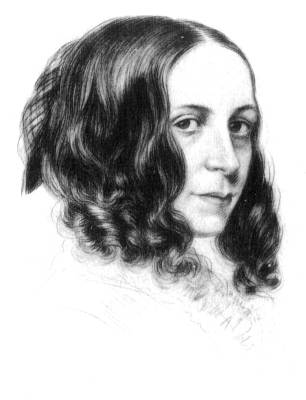
Elizabeth Barrett Browning.

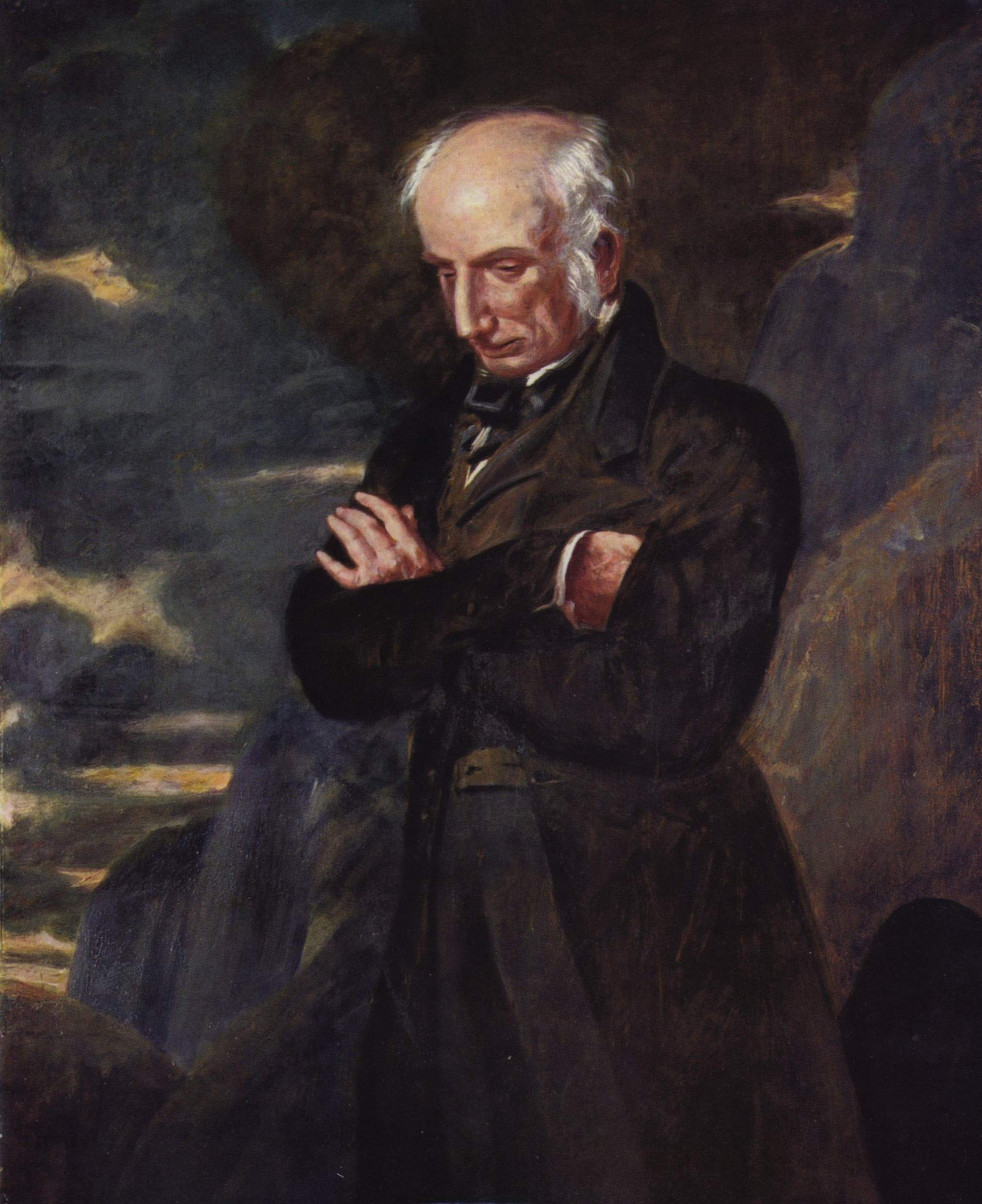
William Wordsworth.

Elizabeth Stuart Phelps écrit sa première nouvelle à l'âge de 13 ans, elle est publiée par The Youth's Companion (en) et reçoit une rémunération de 2,5 $.

##### La catastrophe de la minoterie de Pimberton
Elizabeth Stuart Phelps est horrifiée par l'incendie de la Minoterie Pemberton (en) dans la ville voisine de Lawrence (Massachusetts)  qui éclate dans la soirée du 10 janvier 1860, où plus de 150 ouvriers ont trouvé la mort, brûlés vifs, en plus des nombreux blessés par brûlure,. C'est le pire des accidents industriels de l'histoire de la Nouvelle Angleterre.

##### Un père diminué
En 1861, un an après la fin de ses études, son père d'une santé fragile devient invalide, elle doit l'assister, pour subvenir aux besoins de la famille, mais ayant en horreur les tâches domestiques, elle décide de devenir écrivaine,.

##### La Guerre de Sécession
La Guerre de Sécession éclate en 1861 , Elizabeth Stuart Phelps assiste au défilé des soldats qui se rendent sur le front pour participer à la Première bataille de Bull Run et à la Bataille d'Antietam. Puis c'est la tragédie, son fiancé, Samuel Hopkins Thomson, est tué sur le front en octobre 1862, cette perte la plonge dans un profond chagrin, elle décide qu'elle ne mariera pas et vit comme une recluse,,.

##### The Gates Ajar

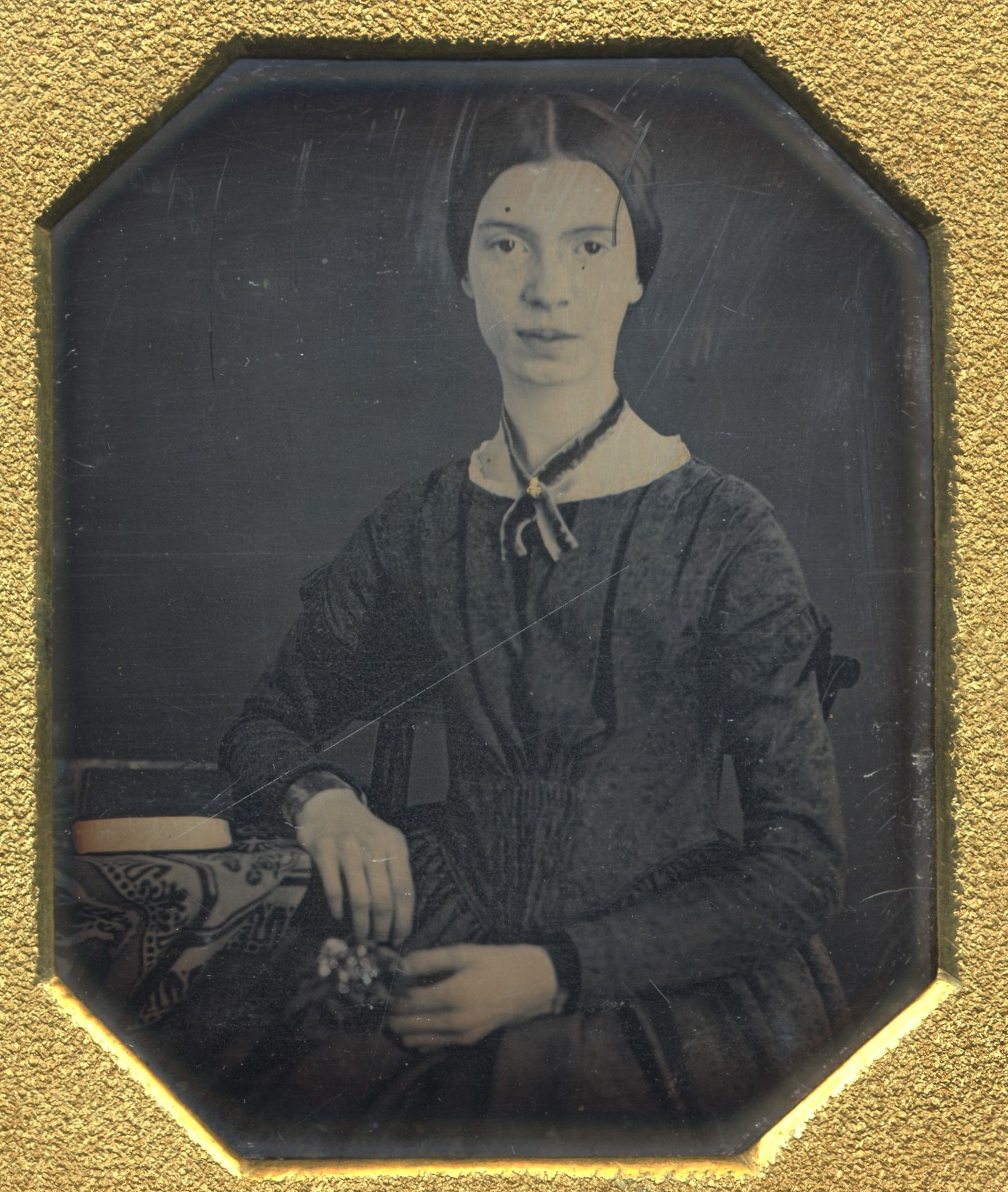
Emily Dickinson.

Cette blessure et ce retrait sont une période, qui confirme sa décision de devenir une écrivaine. Elle tire son inspiration de la poète britannique Elizabeth Barrett Brownings, dont le poème Aurora Leigh l'a profondément marquée comme appel à l'extase poétique sans s'égarer dans l'imaginaire. Emily Dickinson est son autre source d'inspiration, notamment pour ses poèmes sur le mariage spirituel et sa révolte contre Dieu-le-Père tout puissant de l'orthodoxie protestante,,.
Entre 1863 et 1868, elle publie quelques nouvelles comme A sacrifice Consume, The Bend, My Refugees, A New Year pour le Harper's Magazine, ou The Tenth of January, Kentucky's Ghost pour l'Atlantic Monthly, nouvelles qui narrent les blessures et traumatismes de la guerre au sein des familles, plus spécialement les femmes auxquelles on n'a rien demandé, ces « humbles martyres », qui n'ont pas sacrifié leur vie, mais leur bonheur. Pendant cette période, mûrit son premier roman The Gates Ajar, dont elle commence à écrire les premières lignes en 1864 et qu'elle finalisera en 1868 et qui sera publié en 1869. Le succès est immédiat ! le livre connait 20 éditions dès sa première année, atteignant les 100 000 exemplaires vendus sur le territoire des États-Unis ; c'est un best-seller aussi bien aux États-Unis qu'au Royaume-Uni, il est réédité dans une imprimerie écossaise et est traduit dans quatre langues, l'allemand, le français, le néerlandais et l'italien,,,,.

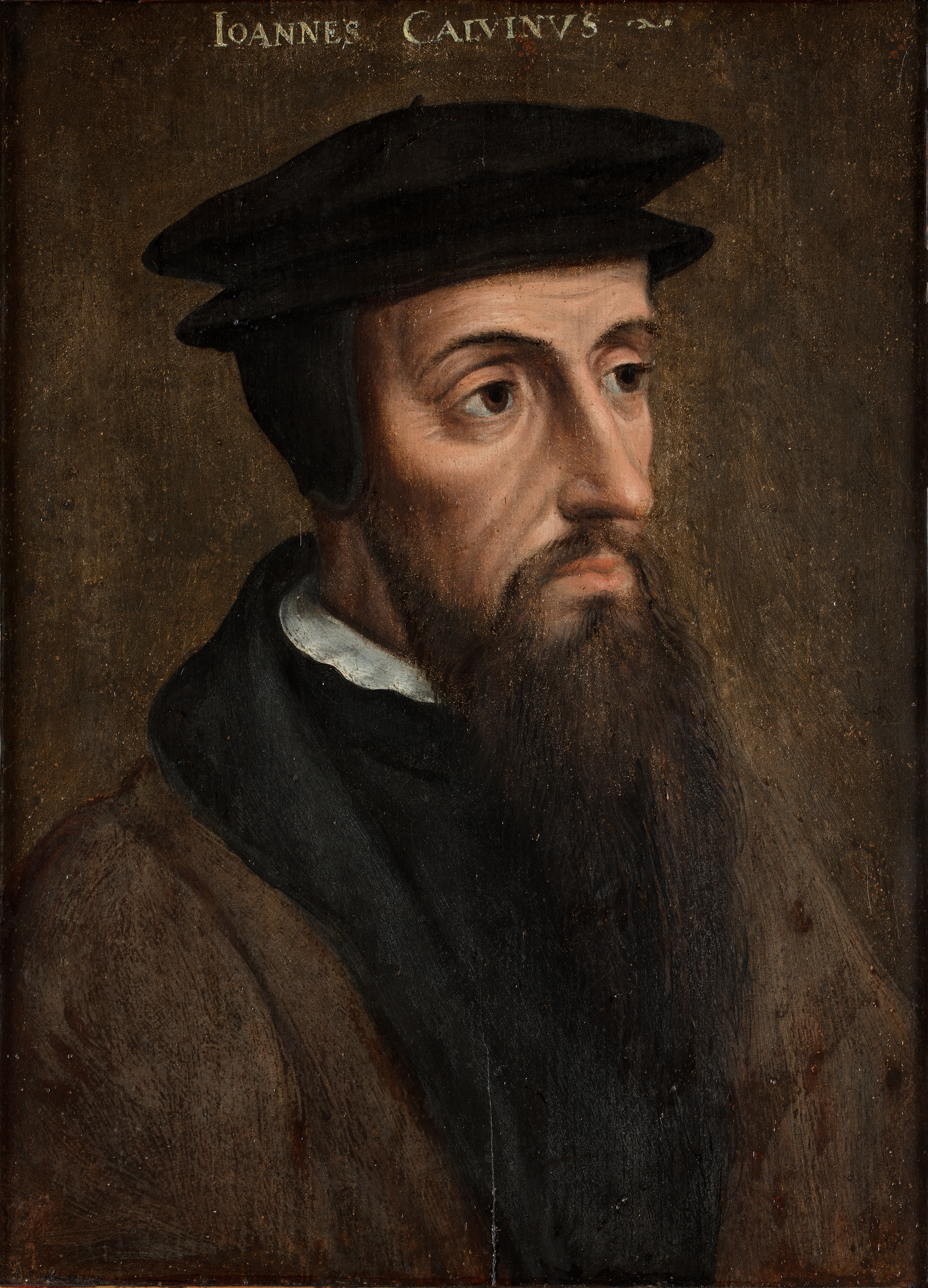
Jean Calvin.

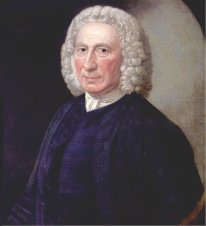
Emmanuel Swedenborg.

Le livre suscite des discussions, des critiques, des controverses plus ou moins passionnées, notamment de type théologique, tellement Elizabeth Stuart Phelps se montre loin de l'orthodoxie calviniste. L'un des facteurs de succès est probablement, dans cette période d'après-guerre, le thème de son récit, celui d'une femme qui raconte la douleur de la perte de l'aimé, de son deuil et les méditations autour de la mort, de la vie à venir. Deuil qui raisonne dans toutes les familles américaines qui ont perdu l'un des leurs lors de la Guerre de Sécession. Deuil qui pose le problème d'une vie après la vie où pourrait rencontrer celui qui a été arraché trop tôt par le sort des armes. Certains reprochent au livre des éléments proches de la mystique d'Emanuel Swedenborg. Malgré les critiques le ventes ne cessent et Elizabeth Stuart Phelps reçoit des lettres de lecteurs qui la remercient pour le réconfort apporté. Son livre est également une critique du calvinisme austère et rigoriste, à la lecture littéraliste de la Bible, le Dieu d'Elizabeth Stuart Phelps est un Dieu de compassion qui ouvre les bras à tous les hommes quels que soient leurs péchés du moment qu'ils se repentent sincèrement. Son héroïne, Marie Cabot, reprend les thèmes d'Emily Dickinson de rébellion envers un plan immuable décrété une fois pour toutes par un Dieu impassible et implacable, ,,.
Au-delà de ces débats, le succès imprévu lui permet d’accéder à l'indépendance financière et confirme les aptitudes littéraires et la pousse pour continuer et s'améliorer, pour cela, sa famille lui met à disposition le pavillon d'été familial pour qu'elle puisse pleinement et sereinement se consacrer à l'écriture,,.

#### Transformer l'essai

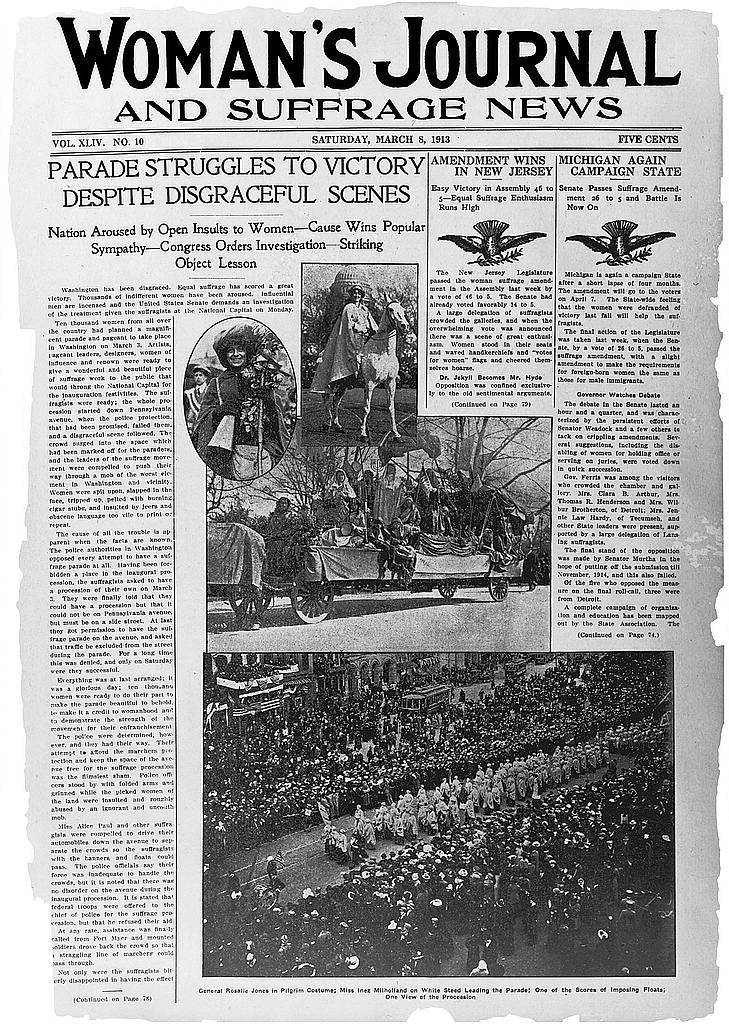
Woman's Journal du 8 mars 1913.

Forte de son succès, Elizabeth Stuart Phelps écrit des articles défendant les droits des femmes et sa vision théologique dans l'hebdomadaire congrégationaliste libéral The Independent (New York) (en)  et hebdomadaire féministe Woman’s Journal. Elle continue son exposition des problèmes rencontrés par les femmes, comme Hedged In, publié en 1870, qui a pour thème la lutte d'une femme de la classe ouvrière pour gagner une dignité face à l'opprobre sociale envers la classe ouvrière, suivi de The Silent Partner, publié en 1871 qui développe les conditions de vie et de travail des ouvrières dans le cadre industriel. Tous ces textes mettent l'accent sur le mariage comme un enfermement contrariant l'indépendance et la réalisations des aspirations des femmes,.

##### The Silent Partner(1871)
Avant d'écrire The Silent Partner, Elizabeth Stuart Phelps se rend au Massachusetts Bureau of Labor Statistics (« Bureau des statistiques du travail du Massachusetts ») pour consulter leurs rapports sur 30 ans, enquête nécessaire pour ancrer son roman dans un cadre réaliste et historique. Son roman est une série de dialogues entre Perley Kelso, une riche héritière d'une minoterie, et Sip Garth une ouvrière qui vont tisser peu à peu une amitié. Dialogues qui révèlent les conditions de vie misérables des ouvrières. Les deux femmes vont faire l'expérience du modèle victorien des rôles sociaux des femmes.
Après la mort de son père, Perley Kelso veut prendre part à la direction de l'entreprise dont elle a hérité, très rapidement il lui est enjoint ne pas s'en mêler, le premier à la rembarrer est son fiancé, à qui elle refusera le mariage, devenant ainsi la partenaire silencieuse (Silent Partner) au sein du conseil de direction de son entreprise.
Sip Garth, avec sa sœur Cathy handicapée, est la survivante d'une famille ouvrière décimée par les accidents du travail, la malnutrition, l'alcoolisme...elle est fataliste quant à son sort jusqu'à son amitié avec Perley Kelso, cette dernière lui fait découvrir la musique, les beaux arts, la littérature, et de son côté Sip Garth fait découvrir à Perley Kelso la condition ouvrière et ses caractéristiques. Après la mort de sa sœur, Sip Garth refuse un mariage qui lui est proposé par un compagnon de travail et s’épanouit en tant qu'évangéliste de rue. Perley Kelso est horrifiée par le sort que subissent les ouvriers en grève de la part des milices de son usine sans qu'elle puisse faire quoique ce soit. La seule réponse qu'elle peut donner est d'offrir chaque vendredi des soirées où les ouvriers peuvent écouter des concerts, des lectures de Charles Dickens ou de Victor Hugo et autres prestations culturelles. La réaction de Sip Garth est ambivalente, d'un côté la réception de la culture est une consolation de la dureté de sa vie et de l'autre elle prend de plus conscience de sa propre déchéance sociale. Ambivalence également chez Perley Kelso, sa philanthropie qui oscille entre la transmission de la culture vers les ouvriers et leur transmettre quoi en faire pour s'émanciper par eux-mêmes. Selon Elizabeth Stuart Phelps, Perley Kelso et Sip Garth sont dans des impasses parce que femmes dans un monde d'hommes, et pour Elizabeth Stuart Phelps la rédemption d'une société conflictuelle et injuste ne pourra se faire que par la solidarité des femmes et la culture diffusée par les femmes.

##### La critique du Calvinisme
Après The Gates Ajar, Elizabeth Stuart Phelps reprend sa critique du calvinisme dans deux nouvelles Long, long Ago inséré dans son recueil de nouvelles Sealed Orders publié en 1879 et The Reverend Malachi Matthew inséré dans son recueil de nouvelles Fourteen To One publié en 1891. Elle y reprend et développe sa critique du patriarcat prôné par les calvinistes orthodoxes n'offrant nulle consolation pour les femmes ayant perdu leur fils, leur époux, leur père, leur frère durant cette guerre civile que fut la Guerre de sécession, patriarcat    auquel elle oppose la compassion des femmes. Sa critique du calvinisme trouve un écho chez de nombreuses femmes, chez lesquelles existaient un anti-calvinisme latent, femmes qui constataient la froideur des sermons des pasteurs calvinistes incapables de donner des paroles de consolation, sermons jugés comme écrits par des hommes pour des hommes, ne prenant pas en comptes les femmes,.

##### L'utopie féministe
Au monde froid et austère du calvinisme, empreint des peines de l'Enfer, Elizabeth Stuart Phelps oppose un paradis de femmes, selon les lois féminines où se retrouveraient notamment les femmes martyrs des violences et des péchés des hommes. Elle développe une théologie où, pour elle, la religion n'est pas seulement une consolation pour les femmes mais une émancipation des femmes, celles-ci devenant un nouveau peuple élu par Dieu pour apporter un message de délivrance de tout assujettissement. Peuple élu pour apporter ce dont les hommes sont incapables d'annoncer avec plénitude la parole de Dieu annonçant son amour pour les humiliés, les laisser-pour-compte. Cette vision exposée dans The Gates Ajar, scandalise les théologiens d'obédience calviniste.

##### The Story of Avis(1877)
Elizabeth Stuart Phelps, confortées par son succès et l'appui de nombreuses lectrices, continue sur sa lancée et en 1877, après la publication de divers romans et nouvelles, elle publie son œuvre centrale The Story of Avis, roman de sa pleine maturité littéraire. Dans ce roman, elle exprime avec force les possibilités pour une femme de survivre, de protéger son intégrité en tant que personne humaine, plus spécialement pour une femme célibataire émancipée de toute tutelle masculine. Son héroïne, Avis Dobell, est telle la farouche Diane , parcourant librement les champs et les plages de la Nouvelle Angleterre. Elizabeth Stuart Phelps exalte la participation des femmes aux forces de la nature telle Diane s'égayant, dansant au milieu des forêts sauvages. Cette liberté joyeuse est abolie lorsqu'elle tombe amoureuse ; le mariage et les enfants sont comme des pièges tendus par son époux égocentrique. L'écriture de son récit est telle que de nombreuses lectrices s'identifient à Avis Dobell. Son mariage en 1888, est une illustration des tragédies du mariage, après avoir tenté de partager une vie d'écriture en commun, l'expérience s'arrête au bout de trois ouvrage en 1891, .

##### Doctor Zay(1882)
Après la construction de son cottage à Gloucester, Elizabeth Stuart Phelps rédige le premier roman américain qui a pour personnage principal une doctoresse en médecine Doctor Zay, cette dernière devient médecin de campagne, car les femmes le demandent,,.

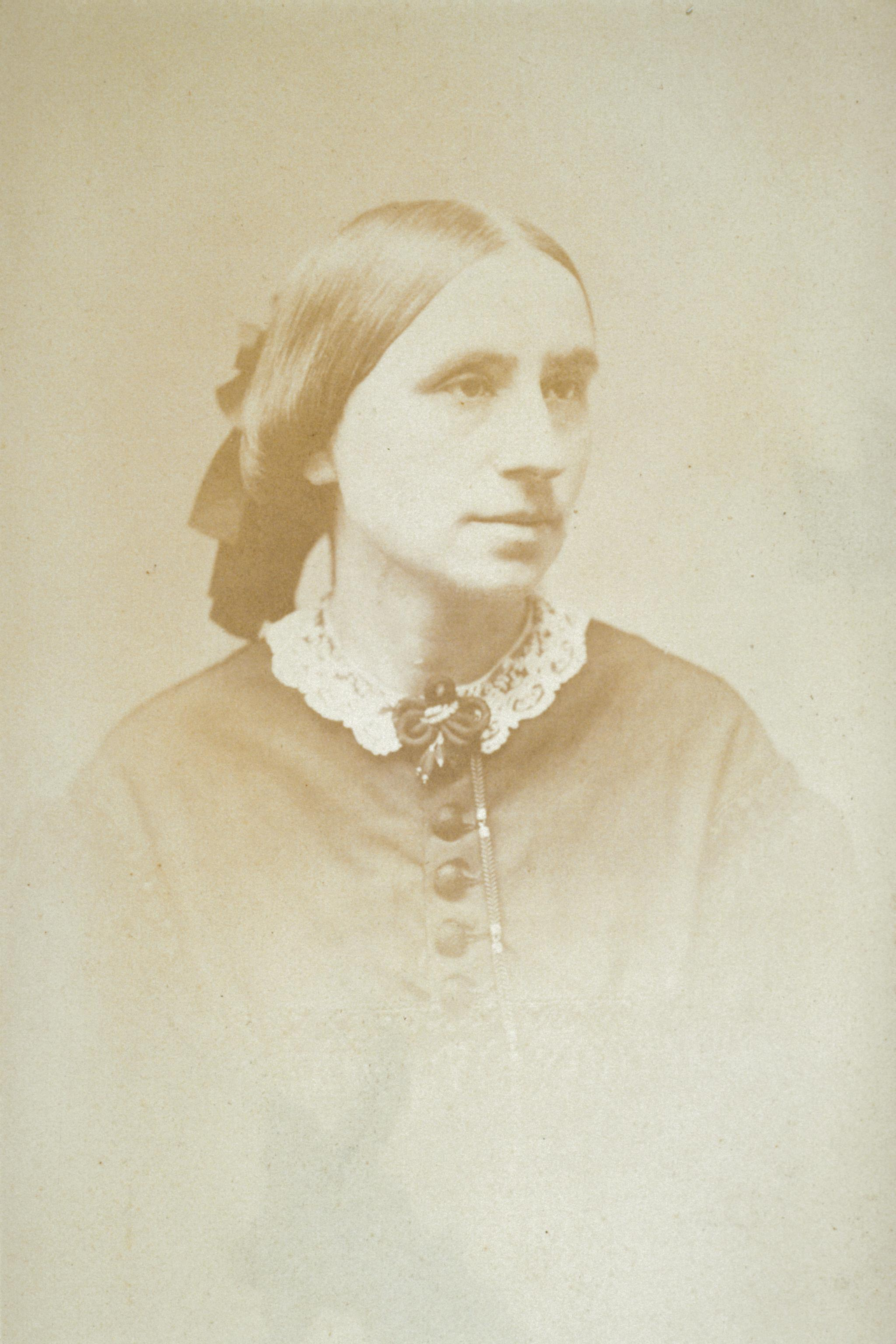
Marie Zakrzewska.

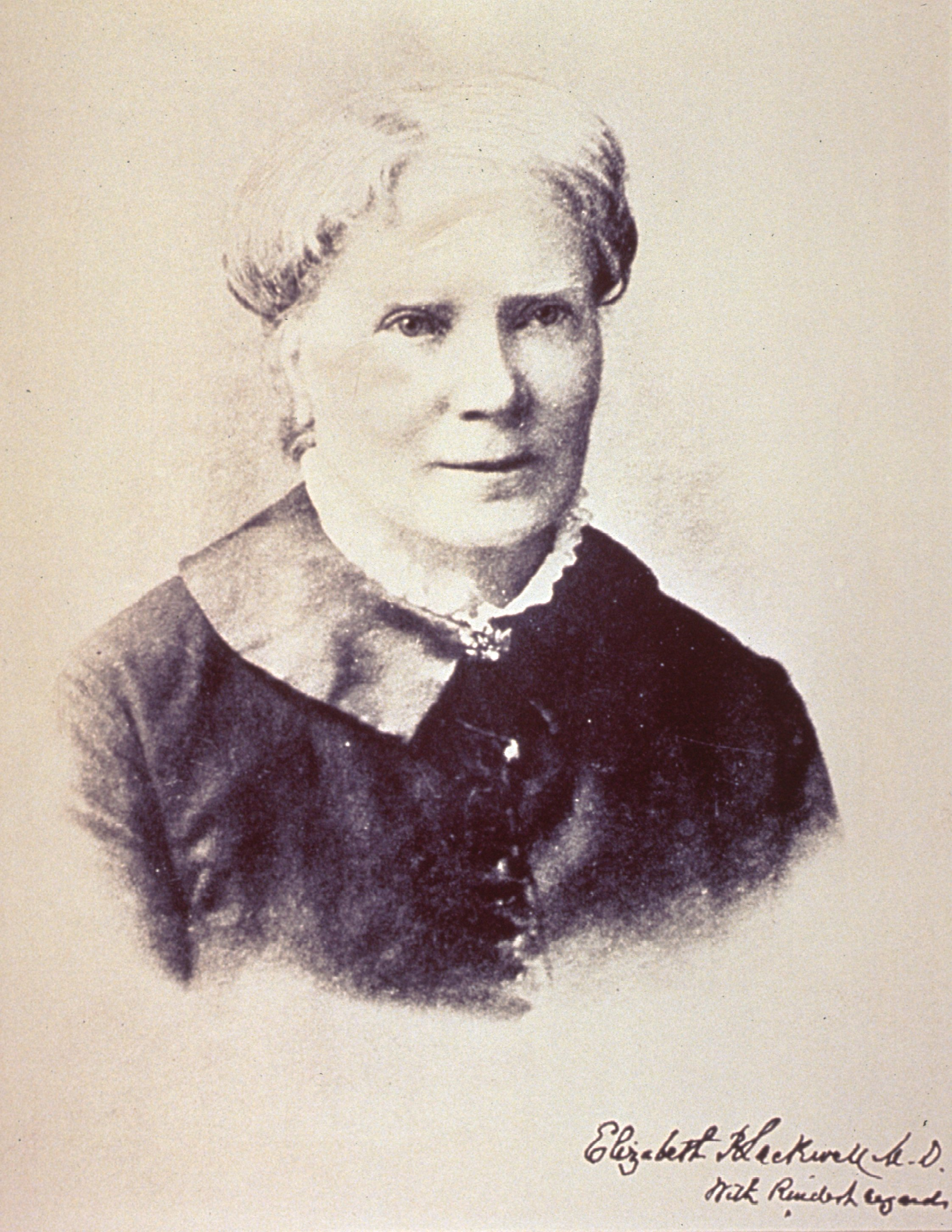
Elizabeth Blackwell.

Les femmes médecins sont relativement récentes, la première femme diplômée aux États-Unis est Elizabeth Blackwell en 1849, suivie, entre autres, par Marie Zackrzewska, femmes qui rencontrent bien des embûches voire des oppositions véhémentes. Elles ne peuvent pas exercer dans les hôpitaux généraux mais seulement pour des hôpitaux accueillant des femmes et des enfants, elles ont dû s'organiser pour fonder des facultés de médecine où les femmes ne connaîtront pas l’hostilité et les rebuffades des étudiants masculins comme le New England Female Medical College (en), suivi par le Woman's Medical College of Pennsylvania, puis le  New York Medical College  for Women (devenu le New York Medical College (en). Au moment où la médecine obtient son statut de science, par notamment la publication Introduction à l’étude de la médecine expérimentale de Claude Bernard en 1865, les médecins voient d'un mauvais œil la venue des femmes s'emparer de leur prestigieux statut. C'est ainsi qu'en 1871 l'Association médicale américaine refuse des déléguées de femmes médecins issues de faculté de médecine pour femmes par un vote de 80 contre 25 et interdit à ses membres de faire des consultations avec des femmes médecins. Elizabeth Stuart Phelps est la témoin attentive de cette première génération de femmes médecins. C'est pourquoi elle commence ses investigations pour témoigner des conséquences sociales de l'arrivée de ces femmes. Elle lit Sex in Education or, A Fair Chance for Girls du docteur Edward Hammond Clarke (en) publié en 1873, qui affirme que les femmes ne seraient pas en mesure de résister aux exigences intellectuelles des études supérieures que cela leur serait néfaste sur le plan physiologique (sic) ;  Elizabeth Stuart Phelps conteste ses affirmations qui sont celles d'un homme et que seules des femmes médecins sont habilitées à porter un jugement sur les capacités des femmes à suivre des études universitaires. Doctor Zay vient après une suite de nouvelles consacrées à des doctoresses, Doctor Zay illustre les difficultés des doctoresses à pouvoir exercer comme les hommes, elles sont reléguées là ou les leurs confrères ne veulent pas aller, dans la campagne profonde, les lieux d'épidémies, mais en même temps, ce sont les lieux où elles démontrent leurs compétences médicales. Zaidee Atalanta Lloyd surnommée Doctor Zay est également suspecte de pratique douteuse en pratiquant la médecine homéopathique suspectée d'être une forme déguisée des superstitions médicales ancestrales. Doctor Zay est aussi le récit d'une femme écartelée entre la médecine scientifique urbaine dont elle reconnait les avancées et le romantisme d'une médecine dite naturelle. La doctoresse, comme figure de la femme émancipée qui tient tête envers et contre tout, sera reprise, entre autres, par Charlotte Perkins Gillman, Rebecca Harding Davis , Louisa May Alcott, Sarah Orne Jewett ,.

#### Derniers écrits (1880-1911)

##### Le cottage de Gloucester (1878-1888)
Régulièrement, Elizabeth Stuart Phelps quitte le pavillon d'été familial pour passer ses étés à Gloucester puis en 1876, elle fait construire un cottage à proximité des plages de Gloucester, qui devient sa résidence principale qu'elle nomme An Old Maid’s Paradise (« un paradis pour une vieille fille »), lieu d'inspiration où elle écrit notamment Old Maids, and Burglars in Paradise. Elle y reste jusqu'à son mariage en 1888,.
Sa proximité de l’océan lui fait découvrir le monde des pêcheurs, et ses violences intrafamiliales liées à l'alcoolisme, qui fait l’objet de sa nouvelle Jack the Fisherman (1887), où le héros est un pasteur qui milite pour la tempérance, reflétant la sympathie d'Elizabeth Stuart Phelps vis-à-vis du mouvement de la tempérance, thème repris ultérieurement par son recueil de nouvelles Fourteen To One (1891),.

##### La résidence de Newton (1888-1911)

###### Un mariage inattendu

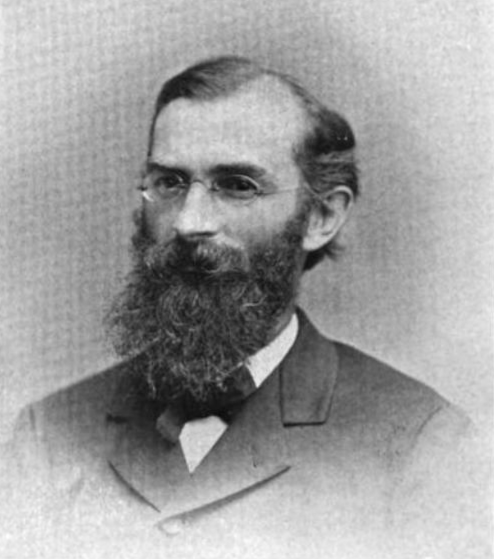
William Hayes Ward.

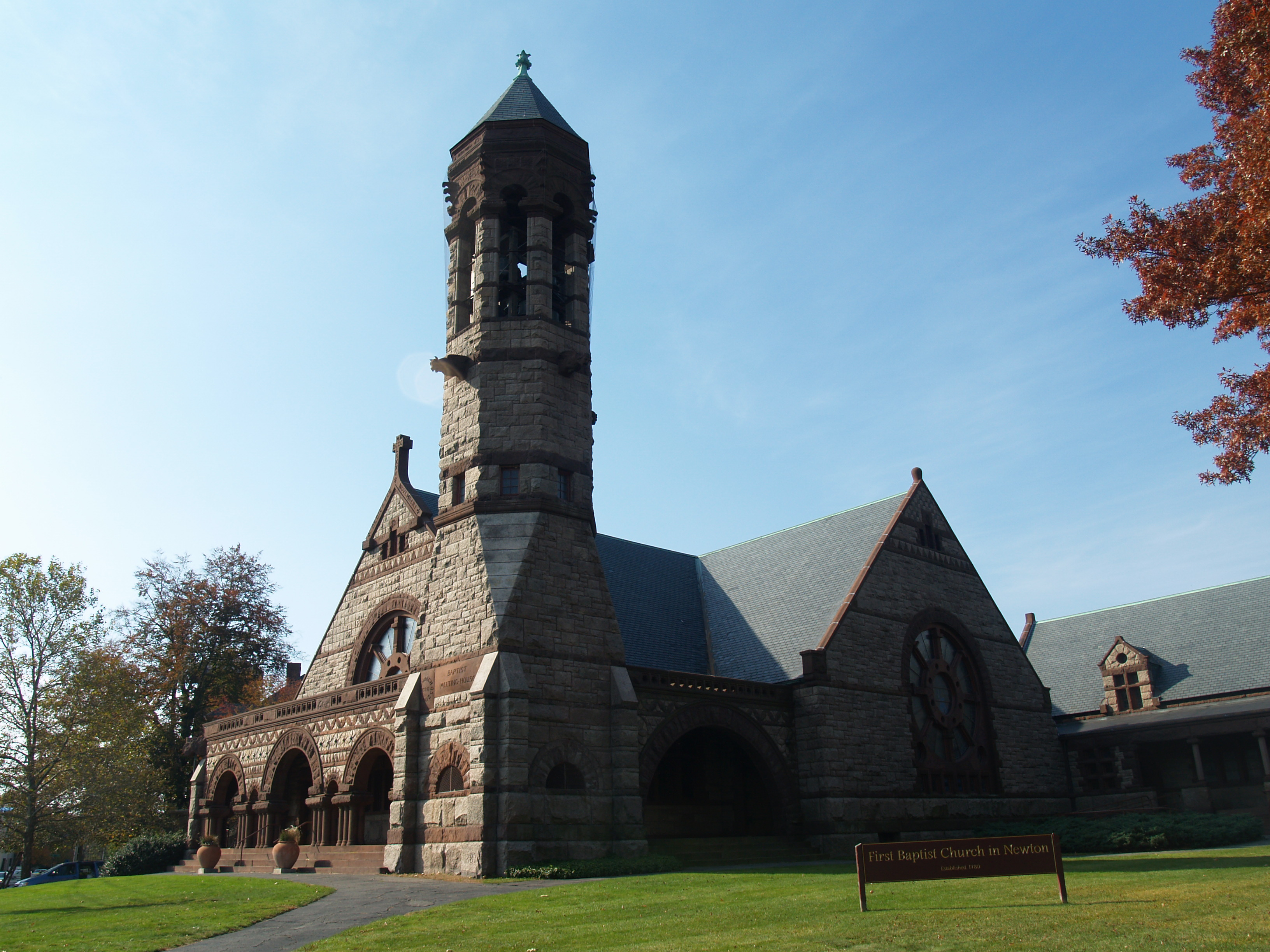
La première église baptiste de Newton.

Le 20 octobre 1888, Elizabeth Stuart Phelps, contre toute attente, épouse un homme plus jeune qu'elle de 16 ans, Herbert Dickinson Ward, le fils d'un de ses amis, l'orientaliste William Hayes Ward (en). Le couple n'aura pas d'enfants, ils font construire une maison dans le centre de Newton, où elle fréquente la First Baptist Church in Newton (Massachusetts) (en), tout en continuant à passer ses étés à son cottage de Gloucester. Même après son mariage, elle garde son nom d'Elizabeth Stuart Phelps pour signer ses publications, n'utilisant son nom d'épouse que dans la vie courante et pour signer sa correspondance privée ,,.

###### Une co-création qui échoue
Avec son époux Herbert Dickinson Ward, Elizabeth Stuart Phelps co-rédige The Master Of The Magicians (1890), Come Forth (1891) et A Lost Hero (1891), mais les tensions à l'intérieur du couple mettent fin à cette entreprise,.
En 1896, elle rédige son autobiographie Chapters from a Life.

###### Les dernières mises au point
À la même époque, Elizabeth Stuart Phelps rejoint la Société américaine contre la vivisection (en). Elle écrit des articles, des pamphlets pour défendre la cause auprès de la Cour générale du Massachusetts. Pour diffuser ses convictions contre la vivisection auprès du public, elle écrit une nouvelle Loveliness (1899) et un roman Trixy (1904).
Elizabeth Stuart Phelps, dans sa perspective de clarification de sa pensée théologique, écrit The Story of Jesus Christ: An Interpretation (1897), qui se concentre sur les « qualités féminines » du Christ et de son comportement avenant vis-à-vis des femmes.
Sous le nom de plume de Mary Adams, elle rédige Confessions of a Wife, où elle exprime une dernière fois ses critiques envers l'institution du mariage et les misères qu'elle génère pour les femmes,.

#### La fin
Elizabeth Stuart Phelps souffre de façon croissante d'insomnies et de troubles liés au stress, elle décède des suite d'une dégénérescence du myocarde. Conformément à ses dernières volonté, sa dépouille est incinérée et ses cendres sont répandues aux pieds d'un chêne du cimetière de Newton, avec simple plaque de pierre où son nom est gravé,,.

## Œuvres
Quand une œuvre est suivie d'un identifiant ISBN, cela signifie qu'elle a fait l'objet de rééditions récentes sous forme de fac-similé ou non, l'identifiant est celui, en principe, de la réédition la plus récente, sans préjuger d'autres rééditions antérieures ou ultérieures. La lecture en ligne est toujours la lecture de l'édition originale.

### Romans
- The Gates Ajar, Boston, Fields, Osgood, & Company, 1869, 264 p. (ISBN 9781375558624, lire en ligne),
- Hedged In, Boston, Fields & Osgood, 1870, 310 p. (ISBN 9780353374546, lire en ligne),
- The Silent Partner, Boston, J.R. Osgood, 1871, 316 p. (ISBN 9781513279916, lire en ligne),
- Trotty's Wedding Tour : And Story-Book, Boston, James R. Osgood and Company, 1874, 238 p. (ISBN 9781334167539, lire en ligne),
- The Story of Avis, Boston, J.R. Osgood, 1877, 468 p. (ISBN 9780813510996, lire en ligne),
- Doctor Zay, Boston, Houghton, Mifflin, 1882, 264 p. (ISBN 9781409981619, lire en ligne),
- Beyond the Gates, Boston, Houghton, Mifflin and Company, 1884, 224 p. (ISBN 9781103365784, lire en ligne),
- Old Maids, and Burglars in Paradise, Boston & New York, Houghton, Mifflin and Company, 1887, 442 p. (ISBN 9780483474857, lire en ligne),
- co-rédigé avec Herbert D. Ward, The Master Of The Magicians, Boston, Houghton, Mifflin and Company, 1890, 342 p. (ISBN 9783337395803, lire en ligne),
- co-rédigé avec Herbert D. Ward, Come Forth, Boston & New York, Houghton, Mifflin and Company, 1891, 332 p. (ISBN 9780364319970, lire en ligne),
- Donald Marcy, Boston, Houghton, Mifflin, 1893, 260 p. (ISBN 9780332975078, lire en ligne),
- A Singular Life, Boston, Houghton, Mifflin, 1894, 442 p. (ISBN 9781358097171, lire en ligne),
- Gypsy's Year at the Golden Crescent, New York, Dodd, Mead & Company, 2016 (réimpr. 1897) (1re éd. 1894), 292 p. (ISBN 9781334276231, lire en ligne),
- Gypsy's Cousin Joy, New York, Dodd, Mead & Company, 1895, 304 p. (ISBN 9798653552212, lire en ligne),
- Gypsy's Sowing And Reaping (ill. Mary Fairman Clark), New York, Dodd, Mead & Company, 2017 (réimpr. 1896) (1re éd. 1895), 328 p. (ISBN 9780649132423, lire en ligne),
- The Successors of Mary the First, Boston, Houghton, Mifflin and Company, 1901, 308 p. (ISBN 9780365303411, lire en ligne),
- Avery, Boston & New York, Houghton, Mifflin and Company, 1902, 142 p. (ISBN 9781117697970, lire en ligne),
- Confessions of a Wife, New York, The Century Co., 1902, 400 p. (ISBN 9780530825946, lire en ligne),
- Trixy, Boston & New York, Houghton, Mifflin & Company, 1904, 326 p. (ISBN 9780810140431, lire en ligne),
- The Man in the Case, Boston & New York, Houghton, Mifflin and Company, 1906, 288 p. (ISBN 9780483509399, lire en ligne),
- Walled In (ill. Clarence F. Underwood), New York & Londres, Harper & Brothers, 1907, 344 p. (ISBN 9781528049184, lire en ligne),
- Though Life Us Do Part, Boston & New York, Houghton Mifflin company, 1908, 346 p. (ISBN 9781333505738, lire en ligne),
- The Silent Partner : Including "The Tenth of January", New York, The Feminist Press at CUNY, 1er juillet 1938, 404 p. (ISBN 9780935312089, lire en ligne), (réédition récente)

### Nouvelles et recueils de nouvelles
La plupart de ses nouvelles sont rassemblées dans des recueils de nouvelles, les premières d'entre elles publiées par le Harpers Monthly et l'Atlantic Monthly, sont citées à part pour leur caractère historique, avant la parution de son best-seller The Gates Ajar en 1869 qui va lancer sa carrière littéraire.

#### Premières nouvelles (sélection)
La liste des nouvelles non accessibles en ligne est établie à partir du Dictionary of Literary Biography, N° 74 (American Short-Story Writers Before 1880).
- « Tenty Scrane », Atlantic Monthly,‎ novembre 1860, p. 587-601,
- « A Sacrifice Consumed », Harper's Monthly,‎ janvier 1864, p. 42-56,
- « Mrs. Braddon's Home », Harper's Monthly,‎ mars 1864, p. 519-527,
- « The Bend », Harpers Monthly,‎ août 1864, p. 1-13 (lire en ligne )
- « My Refugees », Harpers Monthly,‎ novembre 1864, p. 1-10 (lire en ligne ),
- « A New Year », Harpers Monthly,‎ février 1865, p. 1-12 (lire en ligne ),
- « Andrew Kent's Temptation », Harper's Monthly,‎ juin 1865, p. 42-56,
- « Margaret Bronson », Harper's Monthly,‎ septembre 1865, p. 498-504,
- « Jane Gurley's Story », Hours at Home,‎ mars 1866, p. 406-412,
- « The Voices Of The Night », Harpers Monthly,‎ mai 1866, p. 1-6 (lire en ligne ),
- « Miss Stuyvesant », Harper's Monthly,‎ août 1866, p. 336-345,
- « Adam Gorrow », The Harpers Monthly,‎ janvier 1867, p. 1-7 (lire en ligne )
- « Kentucky's Ghost », Atlantic Monthly,‎ novembre 1868, p. 1-10 (lire en ligne ),

#### Nouvelles et recueils de nouvelles
- Men, Women, and Ghosts, Boston, Fields, Osgood & Co, 1869, 350 p. (ISBN 9781409961994, lire en ligne),
- co-rédigé avec Herbert D. Ward, A Lost Hero, Boston, Little, Brown and Company, 1891, 72 p. (ISBN 9780341679882, lire en ligne),
- Sealed Orders, Boston, Houghton, Osgood and Company, 1879, 368 p. (ISBN 9780267182220, lire en ligne),
- The Boys of Brimstone Court, Boston, D. Lothrop and Company, 1879, 204 p. (OCLC 1041631034, lire en ligne)
- Jack the Fisherman, Boston & New York, Houghton, Mifflin and Company, 1887, 74 p. (ISBN 9780243150007, lire en ligne),
- The Madonna Of The Tubs, Boston & New York, Houghton, Mifflin and Company, 1887, 112 p. (ISBN 9781012791926, lire en ligne),
- Fourteen To One, Boston, Houghton, Mifflin, 1891, 482 p. (ISBN 9781376525687, lire en ligne),
- The Supply at Saint Agatha's, Boston, Houghton, Mifflin and Company, 1896, 62 p. (ISBN 9781010700272, lire en ligne),
- Loveliness : A Story, Boston & New York, Houghton, Mifflin andCompany, 1899, 73 p. (ISBN 9780649333929, lire en ligne),
- A Chariot Of Fire : Scholar's Choice Edition, New York, Harper & Brothers, 2015 (réimpr. 1910) (1re éd. 1905), 66 p. (ISBN 9781298216915, lire en ligne),
- Comrades, New York, Londres, Harper and Brothers, 1911, 70 p. (ISBN 9780530825779, lire en ligne),

### Recueils de poésies
- Poetic Studies, Boston, James R. Osgood and Co., 1875, 156 p. (ISBN 9780469961029, lire en ligne),
- Songs of the Silent World : And Other Poems, Boston, Hougton, Mifflin and Company, 1885, 170 p. (ISBN 9798506909897, lire en ligne),

### Essais
- What to Wear?, Boston, J. R. Osgood and Company, 1873, 104 p. (ISBN 9780265495421, lire en ligne),
- The Struggle for Immortality, Boston & New York, Houghton, Mifflin and Company, 1889, 262 p. (ISBN 9780469576919, lire en ligne),
- The Story Of Jesus Christ : An Interpretation, Boston, Houghton, Mifflin, 1898, 488 p. (ISBN 9781011083022, lire en ligne),

### Mémoires
- Austin Phelps; A Memoir, New York, Charles Scribner's sons, 1891, 316 p. (ISBN 9781360469317, lire en ligne),
- Chapters From A Life, Boston, New York, Houghton, Mifflin, 1896, 346 p. (ISBN 9781010119319, lire en ligne),

### Théâtre
- Within the Gates : Large Print, Boston, New York, Houghton, Mifflin and company, 1901, 168 p. (ISBN 9798653652677, lire en ligne),

### Articles
- « A Protest against the Possible War », The American Advocate of Peace and Arbitration, Vol. 54, No. 2,‎ mars / avril 1892, p. 52 (1 page) (lire en ligne )
- « The Greatest Crime in Modern History », The Advocate of Peace (1894-1920), Vol. 58, No. 1,‎ janvier 1896, p. 16 (1 page) (lire en ligne ),

## Archives
Les archives d'Elizabeth Stuart Phelps sont dispersées dans diverses bibliothèques, la Houghton Library de l'université Harvard, la New York Public Library, la Bibliothèque publique de Boston, la Bibliothèque Huntington de San Marino, en Californie, pour citer les principales,.

## Reconnaissance et redécouverte

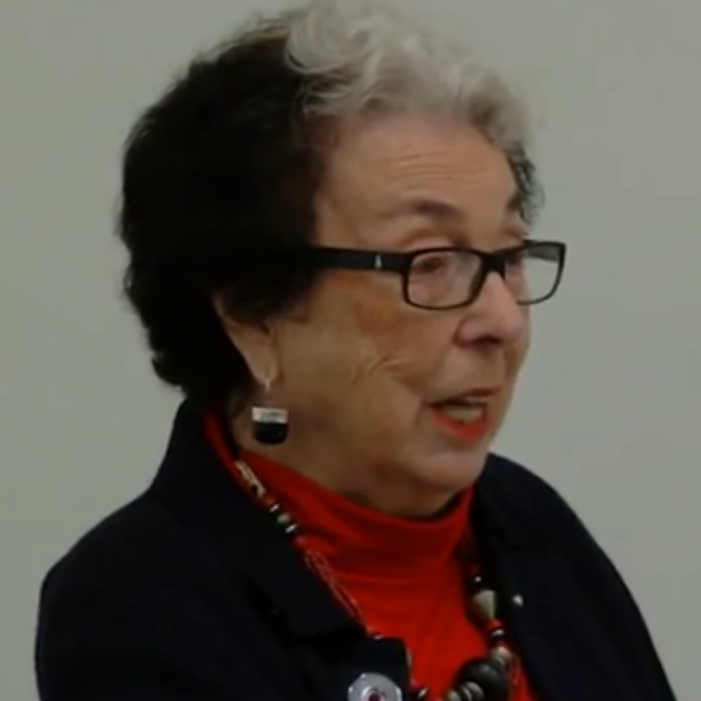
Florence Howe.

En 1979, l'auteure et éditrice féministe Florence Howe,, lors d'un congrès de la Modern Language Association à San Francisco, s'étonne qu'on ne lise plus Elizabeth Stuart Phelps, elle réhabilite ses romans comme The Silent Partner, The Story of Avis, Doctor Zay, ses recueils de nouvelles comme Men, Women, and Ghosts, Sealed Orders, Fourteen To One, qu'il faut relire pour ses critiques acerbes et ironiques sur le mariage, les difficultés des femmes à accéder aux métiers dits masculins, son apologie de l'autonomisation des femmes, et la solidarité des femmes pour s'affirmer en dehors des regards masculins.
Malheureusement, Elizabeth Stuart Phelp a détruit sa correspondance qui aurait pu clarifier son cheminement. Seules quelques lettres adressées à son amie Harriet Elizabeth Prescott Spofford et amies écrivaines ont été épargnées. Comme autres sources sur son féminisme, il y a le courrier adressé à ses éditeurs, ses articles publiés par le Woman's Journal et sa réputation au sein des cercles littéraires de Boston comme une ardente défenseure du droit de vote des femmes.
D'après la critique Liza Radinovsky, Elizabeth Stuart Phelps mérite d'être redécouverte pour sa vision novatrice du christianisme et ses critiques acerbes du capitalisme industriel à partir d'un regard de femme, pour sa contestation des relations des femmes avec les hommes. Elle est l'Américaine à qui l'on attribue la publication du premier roman complet sur les problèmes industriels urbains, le premier roman sur un mariage raté.